# Isofix

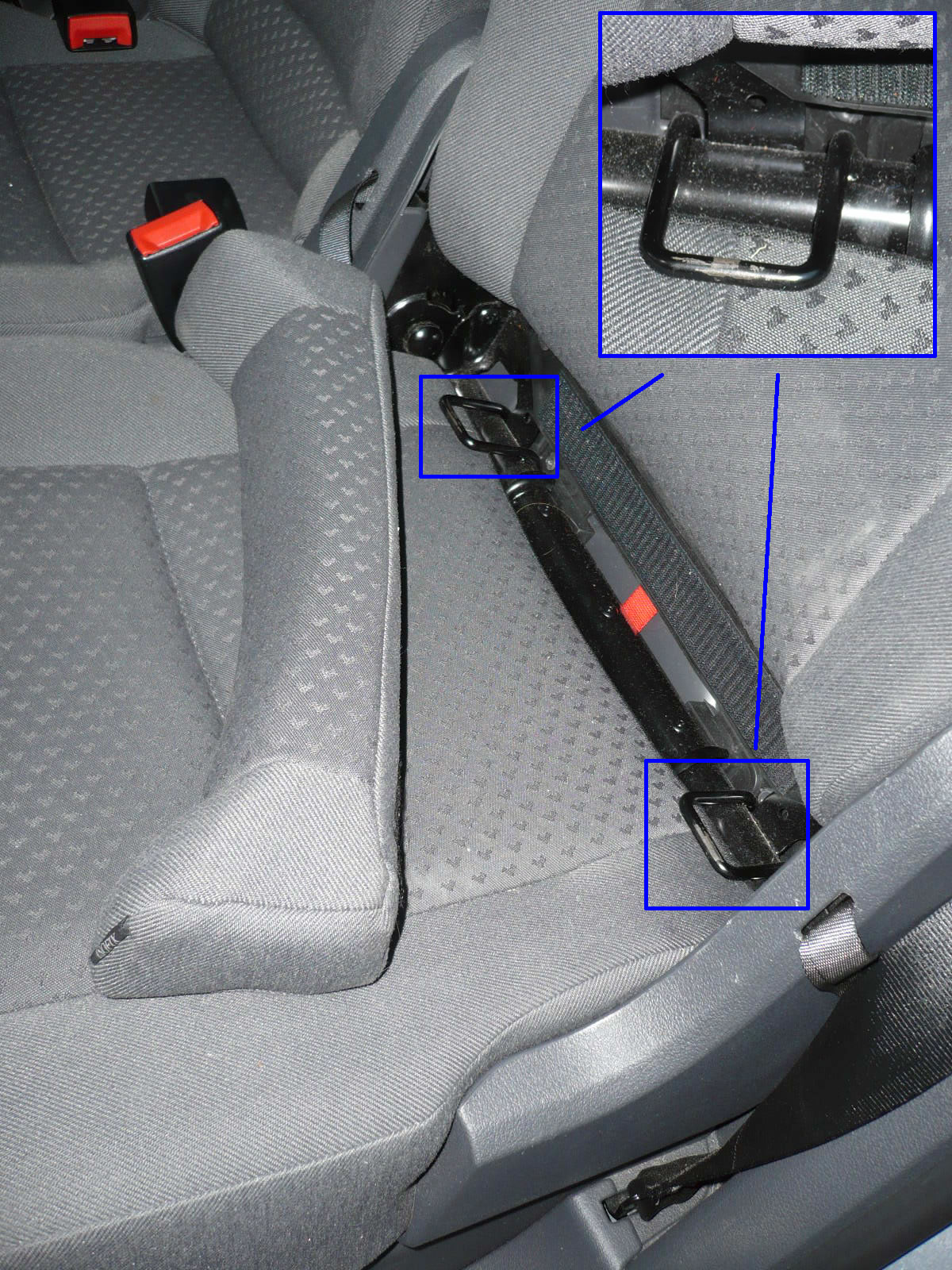

ISOFIX är ett fästsystem för bilbarnstolar som bygger på en internationell standard. Standarden (ISO 13216) har tagits fram inom den globala organisationen ISO i ett samarbete mellan forskningsinstitut, myndigheter, provningsinstitut, personbilstillverkare och barnstolstillverkare från 18 länder. Istället för förankring med bilens ordinarie bälten hakar man fast bilbarnstolen i bilens ISOFIX-fästen. Både bilen och bilbarnstolen måste vara försedda med ISOFIX för att systemet ska fungera. Bilar och bilbarnstolar kan kombineras oberoende av fabrikat. Bakgrunden till att standarden togs fram var att man ville finna en gemensam lösning på problemet med felaktigt fastsatta bilbarnstolar, när dessa spänns fast med vuxenbälten i bilar.
ISOFIX-fästena i bilar består av två fästpinnar, placerade strax bakom delningen mellan stolsdynan och ryggstödet. ISOFIX-fästena på bilbarnstolar består av en låsmekanism som passar fästpunkterna i bilen. Krav finns för att man tydligt ska kunna se när låsningen är korrekt, till exempel genom färgskiftning till grönt och ett tydligt "klick".
En del biltillverkare började införa ISOFIX-fästen i sina modeller på frivillig basis kring millennieskiftet. I USA och Kanada kom lagkrav på ISOFIX-fästen under 2002. Inom ECE (vars reglementen tillämpas i Europa och i många länder utanför Europa) var kraven klara 2004. Det innebär i praktiken att så gott som alla nyare bilar har ISOFIX.